# Alexander Stubb
Cai-Göran Alexander Stubb (Helsinki; 1 de abril de 1968) es un político finlandés, actual presidente de la República de Finlandia desde el 1 de marzo de 2024. Anteriormente fue ministro de economía de Finlandia desde mayo de 2015 hasta junio de 2016, primer ministro de Finlandia de 2014 hasta 2015, Ministro de Relaciones Exteriores de 2008 hasta 2011 y ministro de comercio exterior de Finlandia de 2011 a 2014. De 2004 a 2008 fue miembro del Parlamento Europeo con el Partido Popular Europeo (PPE ) y profesor en el Colegio de Europa. En junio de 2014 fue elegido líder de Coalición Nacional.
También se desempeñó como vicepresidente del Banco Europeo de Inversiones (BEI) y director de la Escuela de Gobernabilidad Europea y Transnacional del Instituto Universitario Europeo de Florencia, un think-tank conservador.
Stubb se ha autodefinido como un liberal internacional, agregando la frase: "La política nacional no es lo mío. La política internacional si lo es".
En agosto de 2023, Stubb anunció su decisión de presentarse a las elecciones presidenciales finlandesas de 2024. Terminó primero en la primera ronda de votación el 28 de enero y ganó la segunda vuelta el 11 de febrero, obteniendo el 51,6% de los votos contra Pekka Haavisto. Es el primer presidente finlandés en ser católico.

## Antecedentes
En 1986, Stubb se graduó de Mainland High School en Daytona Beach, Florida y dos años después se graduó del Gymnasiet Lärkan en Helsinki. Después de terminar su servicio militar, ganó una beca para campo de golf de la Universidad de Furman en Carolina del Sur, donde tenía la intención de estudiar para un grado empresarial. Más tarde pasa a la ciencia política y se graduó con un Bachelor of Arts en 1993. Al año siguiente obtuvo un diploma en lengua francesa y civilización en La Sorbona de París. Además de sus nativos sueco y finlandés (que es bilingüe), Stubb habla inglés, francés y alemán.
En 1995 obtuvo un Master of Arts en Asuntos Europeos del Colegio de Europa en Bélgica. Entre 1995 y 1997 fue investigador en el Ministerio de Relaciones Exteriores y luego en la Academia de Finlandia entre 1997 y 1999. En 1997 comenzó su trabajo como columnista, que continúa hoy. Stubb logró un Doctorado en Filosofía de la London School of Economics en 1999.
Entre 1999 y 2001 fue un investigador especial en la representación de Finlandia en la Unión Europea, así como miembro de la delegación del gobierno finlandés para las negociaciones intergubernamentales para que el Tratado de Niza. En 2000, se convirtió en profesor en el Colegio de Europa, cargo que todavía ocupa. Tras la conclusión de la CIG en 2001 se convirtió en asesor del Presidente de la Comisión Europea (Romano Prodi en ese momento) y un miembro del Grupo de Trabajo de Comisión sobre la Convención Europea. En 2003 regresó a la representación de Finlandia en la UE como experto para las negociaciones intergubernamentales, esta vez para la Constitución Europea. Terminada esa misión en 2004, se destacó por el Partido de Coalición Nacional en las elecciones al Parlamento Europeo.
Stubb vive en Genval, Bélgica con su esposa, Suzanne Innes-Stubb que es una abogada británica. Tienen una hija llamada Emilie y un hijo llamado Oliver Johan.

## Parlamento Europeo
Alexander Stubb sirvió como diputado al Parlamento Europeo de Finlandia entre 2004 y 2008. Fue elegido en 2004 con 115.225 votos (el segundo mayor número de votos en Finlandia para esa elección) como miembro del Partido de Coalición Nacional. Al ser miembro del PPE, formó parte del grupo del Partido Popular Europeo - Demócratas Europeos. Durante su trayectoria como diputado se convirtió en uno de los más conocidos miembros del Parlamento.
Stubb fue miembro de la Comisión de Control Presupuestario y vicepresidente en la Comisión de Mercado Interior y Protección del Consumidor. También fue miembro suplente en la Comisión de Asuntos Constitucionales y la Delegación Parlamentaria Mixta UE-Turquía (a partir de agosto de 2007).
En 2006 escribió un informe sobre los costes de interpretación en la UE, que fue aprobado por el Parlamento. Hizo un llamamiento para una mayor conciencia de los costes de traducción, que él calcula como 511 millones de euros en 2005, repartidos entre Parlamento, Comisión y Consejo. A pesar de los costes y la necesidad de algunos cambios, subrayó que el multilingüismo es uno de los principales activos de la UE.

## Gobierno finlandés
El 1 de abril de 2008, Stubb cumplió 40 años. Ese mismo día el Gobierno finlandés anunció que Stubb sería nombrado como su nuevo Ministro de Asuntos Exteriores en respuesta a un escándalo en torno a su predecesor, Ilkka Kanerva. Stubb fue juramentado el 4 de abril siguiente. La decisión de nombrarlo para el cargo fue unánime y su escaño en el Parlamento Europeo pasó a ser ocupado por otro finlandés.
Stubb es visto como un político competente y ha sido un partidario de la adhesión de Finlandia a la OTAN, afirmando que no entiende la no alineación política de su país. Asimismo, no cree en la necesidad de que además del primer ministro, el presidente de Finlandia deba asistir a las reuniones del Consejo Europeo.
Su gobierno lleva a cabo una política de "reformas estructurales" y de reducción del gasto público. Se adoptaron una serie de medidas, como el aumento de la edad de jubilación, la reducción de la duración de los estudios y los incentivos para que las personas inactivas y las madres jóvenes vuelvan a trabajar.

## Después de la vida política
El 15 de junio de 2017, Stubb fue elegido vicepresidente del Banco Europeo de Inversiones, después de que el anterior representante de Finlandia Jan Vapaavuori hubiera dejado vacante el puesto. Dejó sus funciones en el Parlamento el 30 de julio de 2017 para asumir su nuevo cargo. Stubb comentó más tarde que no tenía ningún interés en volver a la política finlandesa, pero podría estar interesado en postularse para la presidencia de la Comisión Europea o el Consejo Europeo.
En junio de 2017, Stubb fue nominado por Martti Ahtisaari para asumir el liderazgo de la Crisis Management Initiative, una organización no gubernamental que trabaja para prevenir y resolver conflictos. Su posición fue confirmada por el consejo de gobierno el 29 de noviembre de 2017.

## Otros trabajos
Stubb ha declarado que "ha sido siempre de la opinión de que los asuntos deben ser discutidos abiertamente y honestamente", por lo tanto, él es columnista de varios periódicos; APU, Ilta-Sanomat, Blue Wings, en diversos documentos Suomen Lehtiyhtymä grupo, Nykypäivä y Hufvudstadsbladet. También ha escrito una serie de artículos académicos y nueve libros sobre la Unión Europea. Stubb tiene un podcast y un blog.
| Predecesor: Jyrki Katainen | Primer ministro de Finlandia 2014 - 2015 | Sucesor: Juha Sipilä |